# Friedrich Eduard Meyerheim
Pour les articles homonymes, voir Meyerheim.
Friedrich Eduard Meyerheim (né le 7 janvier 1808 à Dantzig, mort le 18 janvier 1879 à Berlin) est un peintre prussien.

## Biographie
La famille Meyerheim est une famille d'artistes. Le père Karl Friedrich Meyerheim (de) est un peintre décorateur qui initie son fils.

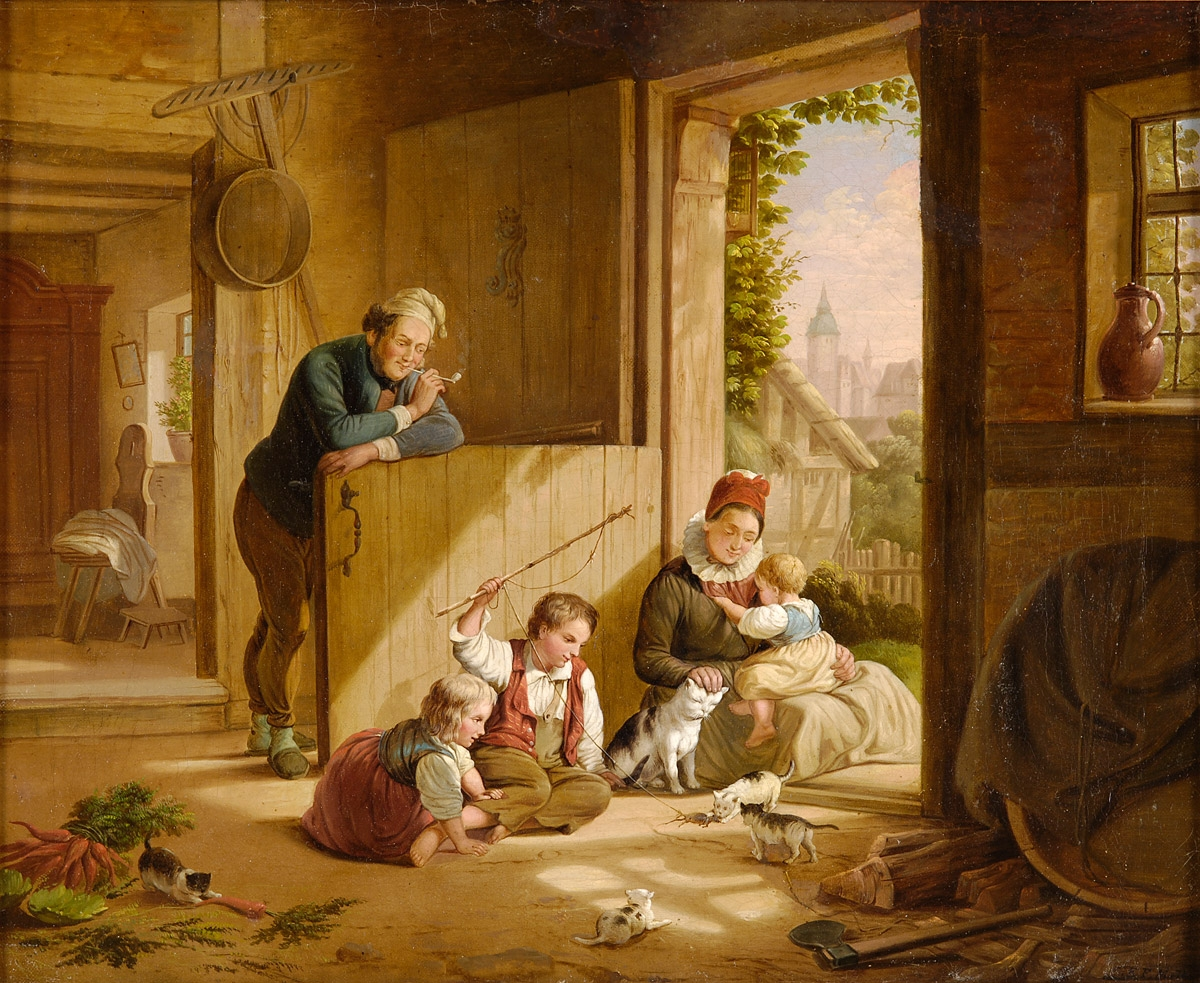
Une famille heureuse, 1872

Friedrich Eduard Meyerheim vient après de premières études dans l'école de Johann Adam Breysig dans sa ville natale à Berlin en 1830 pour l'académie auprès de Johann Gottfried Schadow, Eduard Daege et Johann Gottfried Niedlich. Après ses études, il fait un voyage avec son ami, le futur architecte Heinrich Strack, dans la marche de Brandebourg et produit de nombreux dessins d'architecture, en particulier des églises et des bâtiments en briques. Der Schützenkönig, l'une de ses premières œuvres est achetée en 1836 par Joachim Heinrich Wilhelm Wagener (de) qui la donnera à l'Alte Nationalgalerie.
Sous l'influence de l'école de peinture de Düsseldorf, il peint entre 1833 et 1841 des peintures de genre romantiques. Dès lors, il se consacre exclusivement à la représentation de la vie bourgeoise et paysanne. La Westphalie, la Thuringe, la Hesse et le Harz sont ses régions d'études. En 1836, il épouse la sœur du sculpteur Friedrich Drake. En 1870, un trouble nerveux grave gêne son activité artistique.
Friedrich Eduard Meyerheim est le père des peintres Franz Meyerheim et Paul Friedrich Meyerheim.

### Source de la traduction
- (de) Cet article est partiellement ou en totalité issu de l’article de Wikipédia en allemand intitulé « Friedrich Eduard Meyerheim » (voir la liste des auteurs).